# (5107) 1987 DS6
(5107) 1987 DS6 (1987 DS6, 1976 GE1, 1985 VY2) — астероїд головного поясу, відкритий 24 лютого 1987 року.
Тіссеранів параметр щодо Юпітера — 3,189.